# Charles Carroll Bluff
Das Charles Carroll Bluff besteht aus 230 m hohen Felsenkliffs auf der Insel Heard im südlichen Indischen Ozean. Diese ragen südlich des Sentinel auf der Laurens-Halbinsel auf. 
Namensgeber des Objekts ist die Charles Carroll unter Kapitän T. Long, mit der 1849 die Insel Heard nach der Entdeckung 1833 das zweite Mal gesichtet wurde.